# Yong'an
Yong'an (永安 ; pinyin : Yǒng'ān) est une ville de la province du Fujian en République populaire de Chine. C'est une ville-district placée sous la juridiction de la ville-préfecture de Sanming.
Située à proche distance de Taïwan (République de Chine (Taïwan)), elle a été utilisée comme site de lancement de missiles, simultanément à Nanping, lors de la Crise du Détroit de Taïwan de 1996.

## Démographie
La population du district était de 315 597 habitants en 1999, et celle de la ville de Yong'an de 190 456 habitants en 2000.

## Faits de société
Selon la Laogai Research Foundation, deux laogai (« camps de rééducation par le travail ») y seraient implantés.